# مجیک سافتور
مجیک سافتور (انگلیسی: Magic Software) شرکت نرم‌افزار اسرائیلی است، که در سال ۱۹۸۳ تأسیس شد.